# Service à compétence nationale
En France, un service à compétence nationale ou SCN est une catégorie particulière de service administratif, située entre l'administration centrale et l'administration déconcentrée. Il exerce des missions opérationnelles sur l'ensemble du territoire national : fonctions de gestion, études techniques ou de formation, activités de production de biens ou de prestation de services. Les SCN ont été instaurés en 1997.
Un SCN est rattaché soit à un ministre, auquel cas il est créé par décret en Conseil d'État, soit à un directeur d’administration centrale, à un chef de service ou à un sous-directeur, auquel cas il est créé par arrêté ministériel.
Les SCN constituent, avec les administrations centrales et les services déconcentrés, l'un des trois principaux modes d'organisation de l'administration civile d'État, intermédiaire entre l'administration centrale et les administrations déconcentrées.
Les services à compétence nationale sont régis par les décrets n° 2015-510 du 7 mai 2015 et 97-464 du 9 mai 1997.

## Exemples de services à compétence nationale
- L'Agence du Patrimoine immatériel de l'État a pour mission de promouvoir une gestion optimisée des actifs immatériels publics et d’accompagner les stratégies de valorisation de ce patrimoine[5]
- L'Agence pour l'Informatique financière de l'État, SCN chargé de la définition et de la mise en place du système d'information Chorus relatif à la dépense et à la comptabilité de l'État[6]
- L'agence nationale des Données de voyage, entrée en fonction le 1er juillet 2022, est chargée des dispositifs de collecte des données de voyage[7]
- Les Archives nationales[8]
- La direction des services de la Navigation aérienne (DSNA)[9]
- La direction de la Sécurité de l'aviation civile (DSAC)[10]
- La direction de la sécurité aéronautique d'État (DSAÉ) [11]
- Le bureau Enquêtes accidents pour la sécurité de l'aéronautique d'État (BEA-É)
- Le service des Achats de l'État[12] avant sa transformation en direction le 3 mars 2016[13]
- L'Opérateur national de paye[14] avant sa transformation en centre interministériel de services informatiques relatifs aux ressources humaines, lui-même SCN[15]
- Le service des Retraites de l'État[16].
- Le service central d'Hydrométéorologie et d'Appui à la prévision des inondations[17]
- Le service militaire volontaire (SMV)[réf. nécessaire]
- L'Agence des Participations de l'État[18]
- L'Agence France Trésor[19]
- Tracfin[réf. nécessaire]
- L'Institut national de la jeunesse et de l'éducation populaire[20]
- Le service central d'état civil[21], à Nantes, chargé de délivrer les documents d'état civil pour les Français nés à l'étranger, ou dans les anciens territoires sous souveraineté française.
- Le département des recherches archéologiques subaquatiques et sous-marines[22]
- Le réseau interministériel de l'État[23] auprès du directeur interministériel des Systèmes d'information et de communication (DISIC) et inauguré en janvier 2015[24]
- L'agence du numérique[25]
- DCN, avant sa transformation en SA[26]
- La direction nationale du renseignement et des enquêtes douanières[27]
- Le commandement spécialisé pour la sécurité nucléaire (Cossen)[28]
- L'Agence du travail d'intérêt général et de l'insertion professionnelle des personnes placées sous main de justice[29]
- Le centre national de Réception des véhicules[30]
- La direction nationale Garde-côtes des douanes[31]
- Le Service d'enquêtes judiciaires des finances[32]
- L'Office anti-stupéfiants[33].
- L'Opérateur des systèmes d'information interministériels classifiés (OSIIC)[34]
- L'Agence nationale de la sécurité des systèmes d'information (ANSSI)[35]
- Le service des Biens à double usage[36]
- Le service de l'Action sociale des armées[37]
- L'École pratique des métiers de la diplomatie (EPMD)[38]
- Le pôle d'expertise de la régulation numérique (PEReN)[39]
- Le service national de police scientifique[40]

Certains musées nationaux, n'ayant pas acquis le statut d'établissement public, ont conservé ce statut.